# Karl-Heinz Kazmierzak
Karl-Heinz Kazmierzak (* 31. Oktober 1940 in Ramsin) ist ein ehemaliger deutscher Radrennfahrer, der in den 1960er Jahren in der DDR aktiv war.

## Sportliche Laufbahn
Kazmierzak begann seine Radsportlaufbahn 1955 bei der Betriebssportgemeinschaft (BSG) Chemie Wolfen. Im September 1958 wurde er zum ASK Vorwärts Leipzig, dem Schwerpunktzentrum der Armeesportvereinigung Vorwärts delegiert. Damit galt er als „Staatsamateur“. Bei DDR-Meisterschaften holte der 1,82 m große Kazmierzak für den ASK Vorwärts zwei Podestplätze: 1963 wurde er Dritter im Einzelstraßenfahren und 1966 mit dem ASK-Vierer den zweiten Platz im Mannschaftszeitfahren. Bereits ab 1962 war er in den Ergebnislisten größerer Rennen aufgetaucht, so zum Beispiel bei der DDR-Rundfahrt 1962, bei der er den siebenten Platz belegte. Nachdem er 1966 mit Rang fünf sein bestes Ergebnis bei einer DDR-Rundfahrt erzielt hatte, holte er sich im selben Jahr bei dem Eintagesrennen über 285 Kilometer Prag–Karlovy Vary–Prag seinen ersten bedeutenden Sieg vor dem früheren Sieger der Internationalen Friedensfahrt Jan Smolik, außerdem gewann er bei der Slowakei-Rundfahrt zwei Etappen. Einen weiteren Etappensieg konnte er 1967 bei der Rumänien-Rundfahrt erreichen. 1966 nahm Kazmierzak erstmals an den Radweltmeisterschaften teil. Auf dem Nürburgring wurde er als zweitbester DDR-Fahrer 24., 1967 landete er auf Rang 57. Schon 1962 war er die Auswahlmannschaft der DDR für die Straßenradsport-Weltmeisterschaften nominiert, die Mannschaft erhielt jedoch aus politischen Gründen keine Einreise nach Italien. Nach der Saison 1969 schied Kazmierzak aus der DDR-Nationalmannschaft aus und beendete 1970 seine Karriere im Leistungssport.

## Berufliches
Karl-Heinz Kazmierzak hat eine Lehre zum Fliesenleger absolviert. Später war er bis 1990 als Major der Volkspolizei und ab 1990 als Polizei-Hauptkommissar in Torgau tätig.